# سكيدرا
سكيدرا (Σκύδρα) هي مدينة في بيلا في مقاطعة فوريا إلادا في اليونان.